# 모리타 스즈카
모리타 스즈카(일본어: 森田 涼花, 1992년 9월 7일 ~ )는 일본의 가수이다. 그룹 아이돌링!!!의 전 멤버이다.
일본 교토부 출신이다. 마우스 프로모션 소속.
2012년 5월 30일에 아이돌링!!!을 졸업했다.